# Фея
Феите са приказно красиви и добри свръхестествени същества от женски пол. Те са духове откривани в легендите, фолклора, и митологиите на много народи. Имат човешки облик, но са с по-възвишен духовен мир и притежават свръхестествени сили и способности. Обикновено са с крилца и издават меко сияние. Описват ги като малки и красиви същества. Приписват им се качества, като ефимерност, непостоянство, палавост и своенравност.

## Етимология
Думите fay и faerie навлизат в английски от френски език и са с латински корен (продължителното използване на думата fey за fay се дължи на объркването с fey – дума, идваща от староанглийски и означаваща „обречен на смърт“, и нейните производни. Няма никаква историческа връзка със старофренската fée или английската fay, и също така не е множествено число за буквата). Латинският корен fata, означаващ съдба, е показателен, че fays имат способности, свързани с познанието (предсказване на бъдещето) и манипулирането на съдбата (късмет, благословии, проклятия).
Латинското fata се открива и в италианския език като fata и в испанския – hada, като и двете думи имат значение на „магьосник“. С прибавянето на -rie се получава féerie – „омагьосване“. Това също се използва за съществата, които използват магия, за да станат привлекателни, невидими, или за да повлияят на околните по някакъв начин.
Fay и fairy заедно с останалите производни са навлезли в английски език и се използват постоянно. Но тъй като смисълът им е някак неземен и неосезаем, те често се използват и като синоним или определение. Fay е съществително име, отнасящо се до определен вид неземни същества, притежаващи митични способности (елфите или подобни на тях същества или техните крилати предшественици в келтските легенди и митове), докато faerie е прилагателно име, означаващо „като, прилични, сходни или свързани с fays, техният неземен свят, способностите им“.